# Švyturys
Švyturys (tłum. latarnia morska) – litewski browar z siedzibą w Kłajpedzie. Jest częścią zlokalizowanego w Ucianie przedsiębiorstwa Švyturys-Utenos alus i obecnie należy do grupy Carlsberg. 

## Historia
Browar został założony w 1784 r. przez Niemca Johanna Wilhelma Reincke. Od początku herbem przedsiębiorstwa był morski orzeł, który widniał także na herbie rodowym rodziny Reincke. W XIX w. doszło do połączenia z browarem posiadacza ziemskiego Theodora Preussa. Spółka stała się głównym producentem piwa w okolicy. Warzono tutaj tradycyjny gatunek piwa koźlak oraz piwa bawarskie i portery. Ten ostatni otrzymał nawet nagrodę w 1883 roku. Browar był jednym z najbardziej cenionych producentów piw w okresie międzywojennym. Nazwa Švyturys została nadana po przebudowie w 1946 r., po zakończeniu wojny. 
W 1970 r. powstał browar w Ucianie, który był najnowocześniejszym tego typu przedsiębiorstwem w regionie.
Tradycyjna receptura piw z gatunku Baltijos powstała w latach 60. XX wieku i jest stosowana do dziś. 
W 1999 r. większość kapitału spółki wykupiło duńskie przedsiębiorstwo Carlsberg, które następnie zainwestowało w modernizację produkcji. W 2001 r. doszło do połączenia browarów Švyturys i Utenos Alus, w wyniku czego powstała spółka Švyturys-Utenos Alus AB. Natomiast dwa lata później została ona przekształcona w prywatną spółkę Švyturys-Utenos Alus UAB.
W browarze nadal stosowana jest stara niemiecka technika piwowarska – piwo warzy się w pionowych i poziomych zbiornikach, które kształtują unikalny smak i aromat produktów. Švyturys jest jedynym browarem na Litwie, który stosuje takie zbiorniki.
W 2012 r. piwo Švyturys Extra Lager zdobyło złotą nagrodę w piwnym konkursie World Beer Cup.

## Sprzedaż

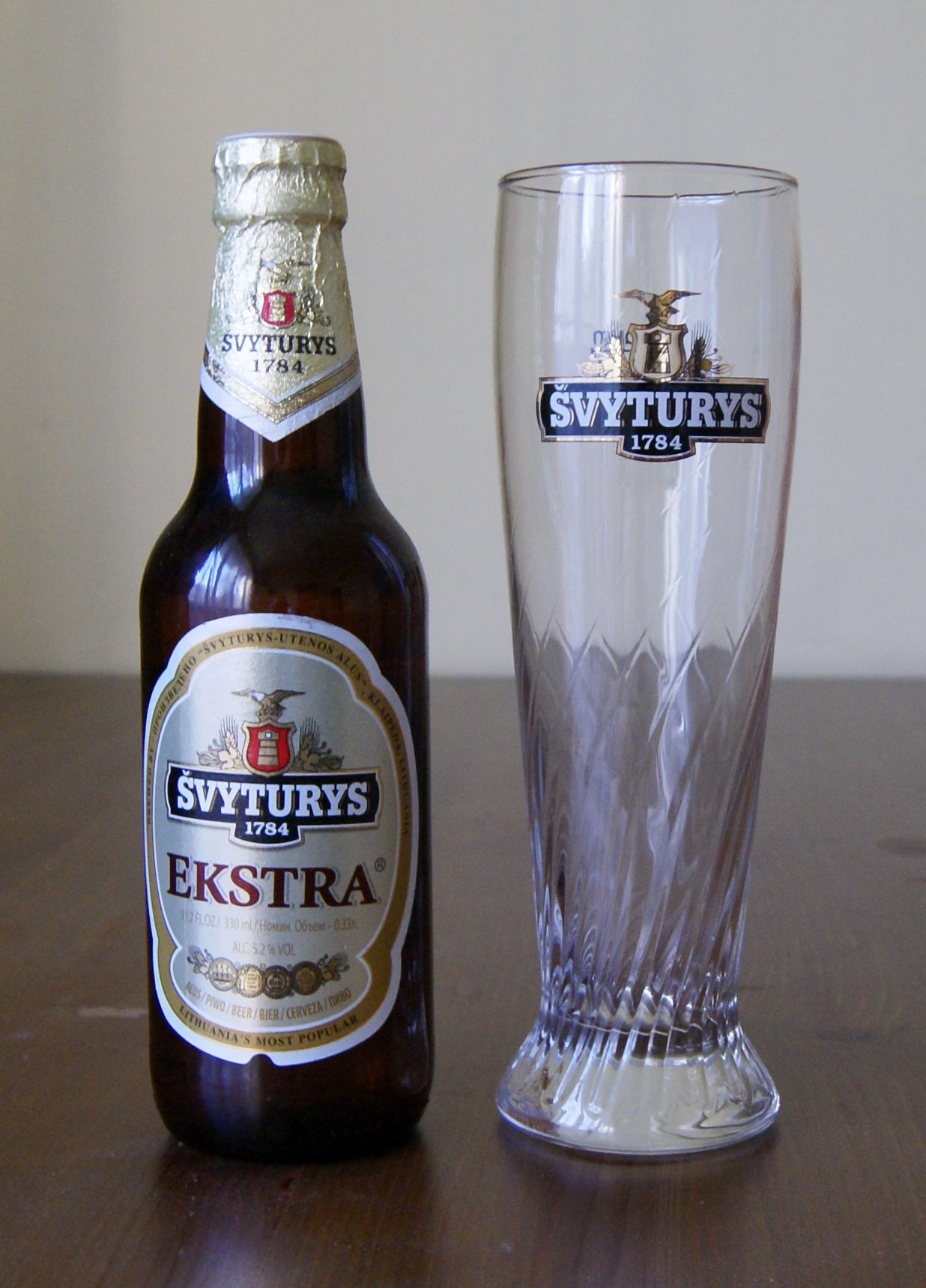
Švyturys Extra

Piwa z browaru Švyturys są eksportowane do ponad 20 krajów na całym świecie, w tym Australii, Białorusi, Kanady, Cypru, Danii, Estonii, Finlandii, Francji, Gruzji, Islandii, Irlandii, Izraela, Włoch, Łotwy, Holandii, Norwegii, Polski, Rosji, Hiszpanii, Szwecji, Wielkiej Brytanii, Ukrainy i USA.

## Piwa warzone w browarze Švyturys
- Švyturio Baltas (piwo pszeniczne);
- Švyturio Baltijos;
- Švyturio Ekstra;
- Švyturio Ekstra Draught;
- Švyturio Gintarinis (pilzner);
- Švyturio Memelbrau;
- Švyturys Švyturio (pale lager);
- Švyturio Stipriausias;
- Švyturio Nealkoholinis (Lager);
- Švyturio Old Port Ale (scottish ale);
- Švyturio Keltų (English Pale Ale);
- Švyturio 20 statinių (Stout);
- Švyturio J. W. Reincke (Lager);
- Švyturio Korio (miodowy Lager, edycja limitowana);
- Švyturio Tradicinis (MaiBock);
- Švyturio Blonde Ale (American Blonde Ale).

## Muzeum Browarnictwa
We współpracy z Centrum Turystyki i Kultury w Kłajpedzie powstały wystawy związane z browarnictwem. Znajdują się one pod adresem Kulių vartų str. 7, Kłajpeda.